# Couperose
Die Couperose (Synonyme: Erythrosis facialis, „Kupferfinnen“, englisch telangiectatic rosacea) ist eine anlagebedingte Gefäßerweiterung (Teleangiektasie) im Bereich der Gesichtshaut. Sie tritt meist ab dem 30. Lebensjahr als Frühform der Rosazea (auch Kupferrose genannt) auf. Von manchen werden beide Begriffe auch synonym gebraucht. Sie beschreibt eigentlich nur das erste erythematös-teleangiektatische Stadium der Erkrankung.  Eine konstitutionsbedingte Bindegewebsschwäche muss vorliegen. Das weibliche Geschlecht ist etwas häufiger betroffen als das männliche.

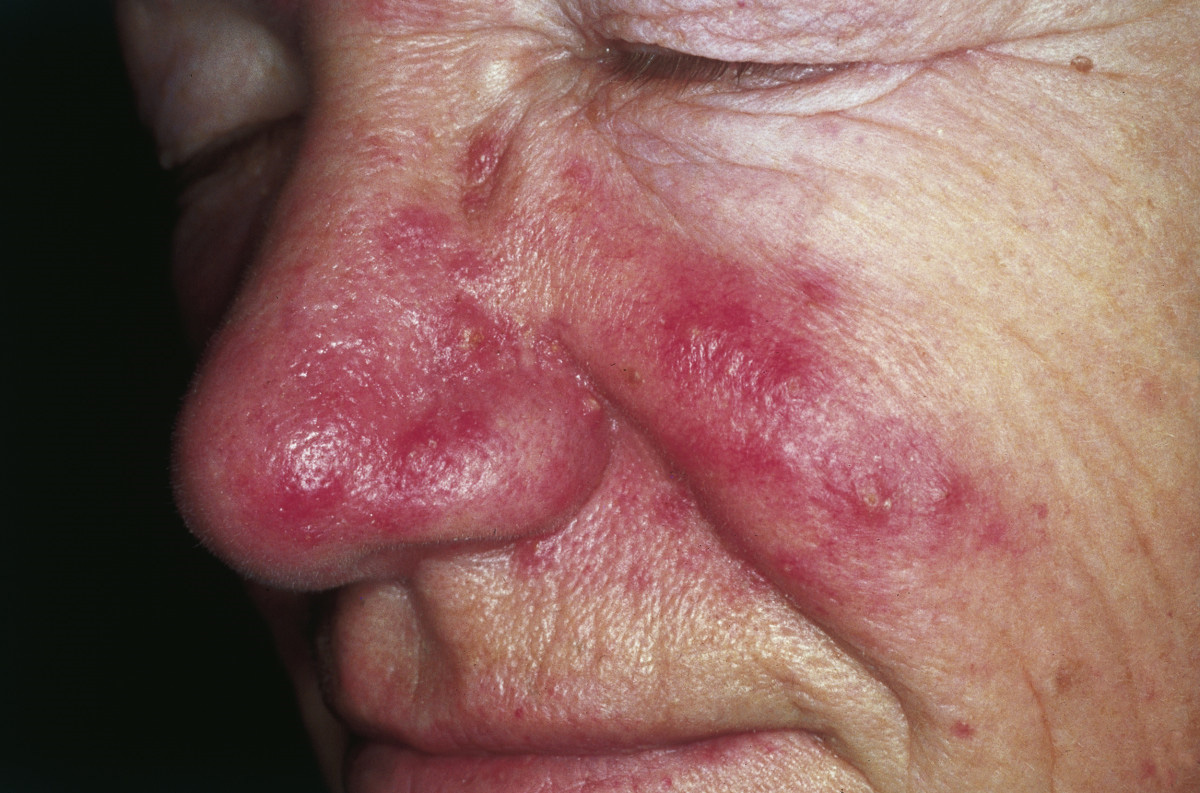
Couperose im Nasen- und Wangenbereich

Im Anfangsstadium entsteht nur eine vorübergehende Rötung vor allem auf der Nase und Wangen. Bei mehrfachem Auftreten bleiben die Rötungen jedoch infolge einer Stauung in den Kapillaren länger bestehen. Diese Stauungen führen dann zu einer bleibenden Gefäßerweiterung. Durch Ausstülpungen und Verzweigungen kommt es sogar zu einer Neubildung von Gefäßen, die aber eine verminderte Elastizität bei einer erhöhten Durchlässigkeit besitzen. Daher erklären sich die bleibenden Rötungen, die starke Ausprägung des Gefäßnetzes und der Austritt von Blut in das umliegende Gewebe. Während bei den Teleangiektasien der hellrote Ton dominiert, da die arteriellen Gefäße betroffen sind, spricht man von Venektasien, wenn die venösen Gefäße betroffen sind; die Haut hat dann eine bläuliche Färbung. Eine Mischform ist möglich.
Das Vermeiden von Saunabesuchen, Sonne, starken Temperaturschwankungen, Alkohol, scharfem Essen, Kaffee und schwarzem Tee ist im Krankheitsfall angeraten.
Zur Behandlung werden meist Metronidazol oder andere Antibiotika enthaltende Cremes benutzt. Zur kosmetischen Verschönerung kann eine Lasertherapie gemacht werden, durch die die durchscheinenden Äderchen verödet werden.